# Ксиленоловый оранжевый
Ксиленоловый оранжевый — индикатор, применяемый при комплексонометрическом титровании.
Ксиленоловый оранжевый представляет собой красно-коричневые кристаллы, растворимые в воде и нерастворимые в этаноле, диэтиловом эфире и ацетоне. Его синтезируют методом аминометилирования крезолового красного формальдегидом и иминодиуксусной кислоты в среде уксусной кислоты.
В основном используется как металлохромный индикатор (переход окраски от красной к жёлтой) для прямого комплексонометрического определения ионов цинка, кальция, кадмия, меди(II), железа(III), марганца(II)), никеля(II), свинца(II), а также некоторые редкоземельных элементов; для обратного титрования — ионов тория, висмута, таллия, цинка, алюминия; как реагент для спектрофотометрического определения некоторых металлов — ниобия, циркония, галлия; как кислотно-основный индикатор (переход окраски в диапазоне pH 5,4-7,4 от жёлтой к красно-фиолетовой. Титрование можно проводить трилоном Б (этилендиаминтетрауксусная кислота).